# Šahovska olimpijada 1968.
18. Šahovska olimpijada održana je 1968. u Švicarskoj. Grad domaćin bio je Lugano.

## Poredak osvajača odličja
| Mj. | Država      | Bodova | Igrači |
| --- | ----------- | ------ | ------ |
| 1.  | SSSR        | 39,5   |        |
| 2.  | Jugoslavija | 31,0   |        |
| 3.  | Bugarska    | 30,0   |        |

| Pobjednici         |
| ------------------ |
| SSSR Deveti naslov |